# Ștefan Cicio Pop
Ștefan Cicio Pop (ur. 10 kwietnia 1865 w Șigău, zm. 16 lutego 1934 we wsi Conop) – rumuński prawnik i polityk, w 1920 minister spraw zagranicznych Rumunii.

## Życiorys
W dzieciństwie stracił rodziców i był wychowywany przez wuja Vasile Popa z Gherli. Po ukończeniu szkoły średniej w Sybinie studiował prawo w Budapeszcie i w Wiedniu. Po ukończeniu studiów i obronie pracy doktorskiej w 1891 powrócił do kraju i osiedlił się w Aradzie. W tym czasie zaangażował się w politykę, broniąc praw ludności rumuńskiej w Siedmiogrodzie. 24 września 1906 został skazany przez sąd węgierski w Kolozsvarze (Kluż-Napoka) na 3 miesiące więzienia i karę grzywny za publikację dwóch artykułów w piśmie Libertatea, krytykujących politykę węgierską wobec Rumunów.
Od 1891 należał do Rumuńskiej Partii Narodowej (Partidul Național Român). W 1895 został wybrany deputowanym do parlamentu węgierskiego (Diety). W 1918 aktywnie zaangażował się w proces jednoczenia ziem rumuńskich (Wielkiej Rumunii), a w 1919 został wybrany do parlamentu rumuńskiego. W 1920 w rządzie Alexandra Vaida-Vojevoda przez dwa miesiące sprawował funkcję ministra spraw zagranicznych.
Od 1926 związany z Narodową Partią Chłopską (Partidul Național-Țărănesc). W latach 1928–1931 oraz 1932-1933 pełnił funkcję przewodniczącego parlamentu rumuńskiego. Zmarł w 1934 i został pochowany w rodzinnym grobowcu w Aradzie.

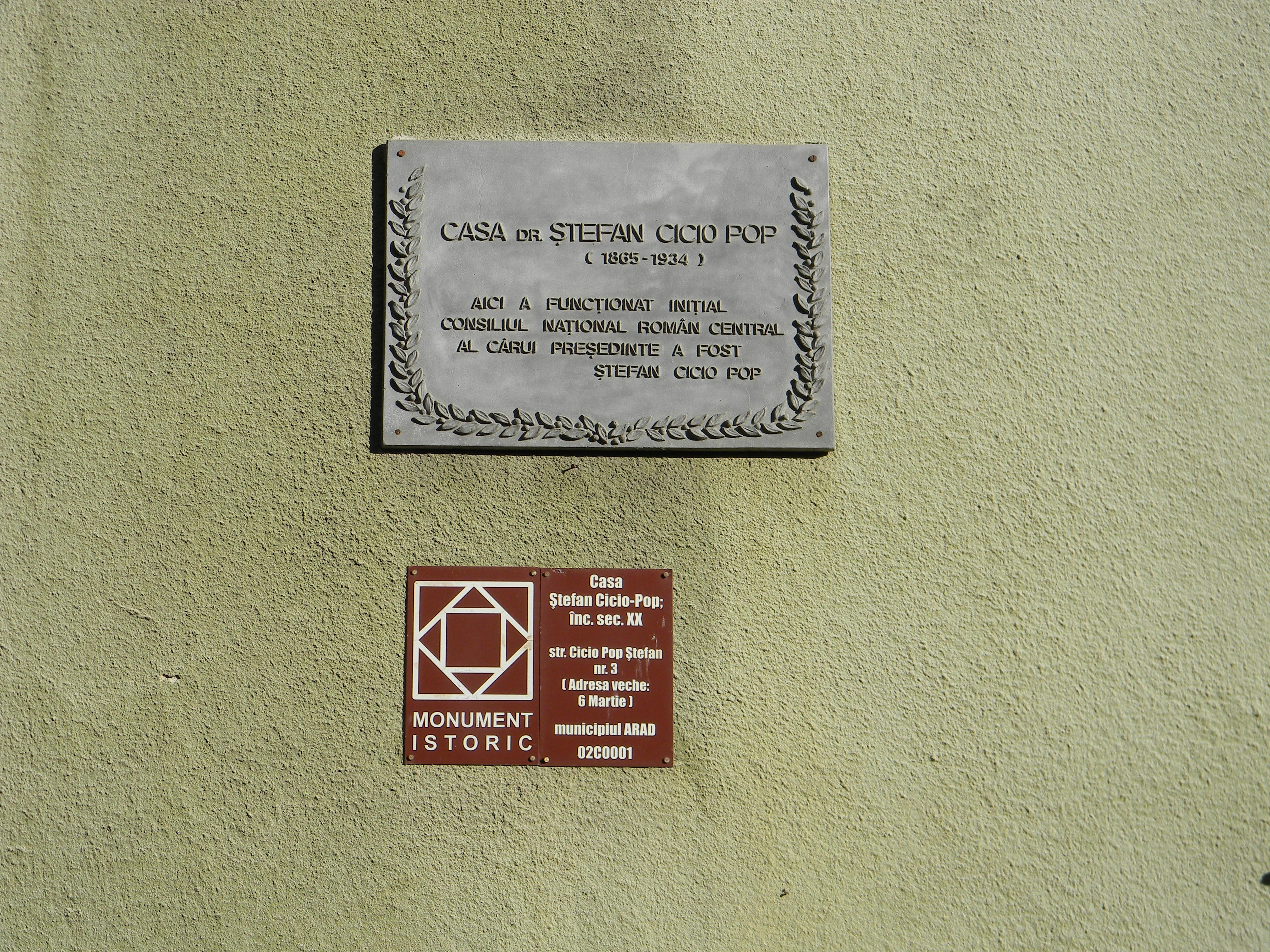
Tablica pamiątkowa na domu, w którym mieszkał Ștefan Cicio Pop